# Zululand
Zululand – dystrykt w Republice Południowej Afryki, w prowincji KwaZulu-Natal. Siedzibą administracyjną dystryktu jest Ulundi.
Dystrykt dzieli się na gminy:
- eDumbe
- uPhongolo
- Abaqulusi
- Nongoma
- Ulundi